# Arcidiocesi di Vercelli

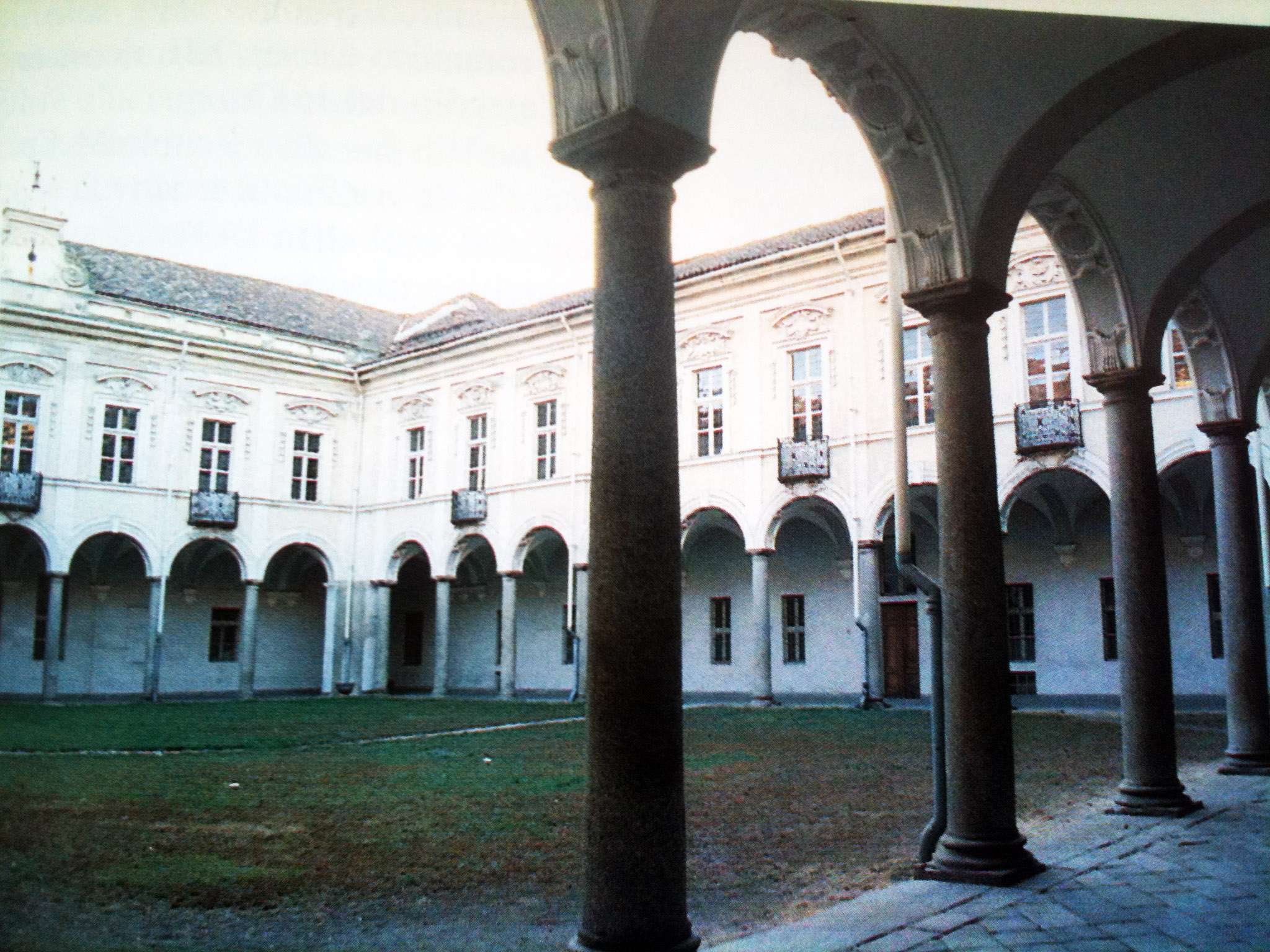
Il seminario arcivescovile di Vercelli.

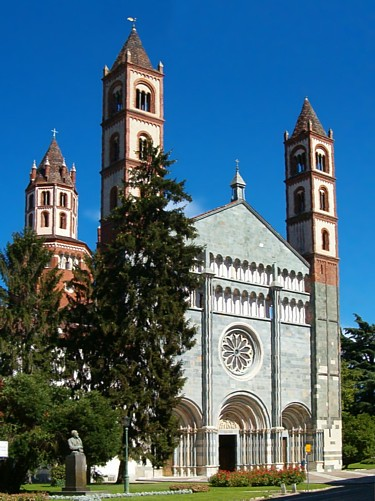
La basilica di Sant'Andrea.

L'arcidiocesi di Vercelli (in latino Archidioecesis Vercellensis) è una sede metropolitana della Chiesa cattolica in Italia appartenente alla regione ecclesiastica Piemonte. Nel 2022 contava 155.000 battezzati su 169.000 abitanti. È retta dall'arcivescovo Marco Arnolfo.

## Territorio
L'arcidiocesi comprende l'area centro-meridionale della provincia di Vercelli (la Valsesia e il comune di Villata appartengono invece alla diocesi di Novara), eccetto i comuni di Carisio (diocesi di Biella) e Alice Castello (diocesi di Ivrea). Sono inoltre compresi alcuni comuni delle province di Biella (Ailoche, Brusnengo, Caprile, Castelletto Cervo, Crevacuore, Curino, Masserano, Sostegno e Villa del Bosco), di Novara (Biandrate, Casalbeltrame, Casaleggio Novara, Landiona, Recetto, San Nazzaro Sesia, Vicolungo e Vinzaglio) e di Pavia (Candia Lomellina, Castelnovetto, Confienza, Cozzo, Langosco, Palestro, Robbio), nonché le frazioni (Due Sture e Pobietto) del comune di Morano sul Po in provincia di Alessandria.
L'arcidiocesi confina a nord con le diocesi di Novara e Biella, ad est confina ancora con la diocesi di Novara e con la diocesi di Vigevano, a sud confina con la diocesi di Casale Monferrato e a ovest con la diocesi di Ivrea.
Sede arcivescovile è la città di Vercelli, dove si trova la cattedrale di Sant'Eusebio. Oltre alla cattedrale, a Vercelli sorgono altre 2 basiliche minori, Sant'Andrea e Santa Maria Maggiore.
Il territorio si estende su 1.658 km² ed è suddiviso in 117 parrocchie raggruppate in 6 vicariati: Vercelli, Buronzo-Arborio, Gattinara-Serravalle-Sostegno, Robbio-Biandrate, Santhià e Trino.

## Storia
La diocesi di Vercelli fu eretta nel III secolo. Primo vescovo di Vercelli fu Eusebio, uno dei padri della Chiesa. Fu il primo a intraprendere la traduzione in latino dei Vangeli e ancora oggi la Biblioteca capitolare di Vercelli conserva il Codex Vercellensis, manoscritto pergamenaceo del IV secolo. Eusebio è iniziatore della pietà mariana in Piemonte: forse a lui direttamente o almeno alla sua opera di evangelizzazione si devono numerose fondazioni mariane come Crea e Oropa. Originariamente Vercelli era suffraganea dell'arcidiocesi di Milano.
Fino al XVIII secolo nella cattedrale vercellese si potevano ammirare i dipinti, accompagnati dai nomi, dei primi quaranta vescovi della diocesi, in ordine cronologico da sant'Eusebio a Nottingo nel IX secolo. Secondo Lanzoni, questa serie, degna di fede, ripeteva in immagini i dittici diocesani.
Nell'Alto Medioevo il territorio della diocesi era molto vasto e comprendeva anche Biella, Casale Monferrato e parte della Lomellina fino a Robbio. Ricevette da Carlo Magno numerosi diritti e privilegi, in cui si può ravvisare l'inizio del potere temporale.
Il 13 dicembre 899 gli ungari, pagani, saccheggiarono la città e fecero strage del clero locale.
Nel 912 papa Anastasio III concesse al vescovo Regemberto l'uso del pallio.
Nel 997 fu ucciso il vescovo Pietro, sostenitore degli imperatori, che aveva difeso i diritti della Chiesa contro le ingerenze di Arduino, marchese d’Ivrea. Alla fine del X secolo risale l'origine del prezioso Vercelli book, un codice inglese ancor oggi conservato nella biblioteca capitolare.
Nel 1014 i vescovi di Vercelli ricevettero ampie donazioni da parte dell'imperatore Arrigo II, che sono alla base del potere civile che i vescovi eserciteranno nei secoli successivi come vescovi-conti.
Nel 1148 papa Eugenio III, che transitava da Vercelli di ritorno da un viaggio in Francia, consacrò personalmente la chiesa di santa Maria Maggiore, alla presenza di san Bernardo di Chiaravalle.
Nel 1160 il vescovo Uguccione eresse a Biella il castello del Piazzo, origine del borgo medievale.
A cavallo tra XII e XIII secolo, fu presente in diocesi il beato Oglerio, abate di Lucedio, che appianò alcune controversie tra il Comune e la diocesi. Il culto sarà confermato nel 1875: le sue reliquie sono tuttora venerate a Trino.
Agli inizi del XIII secolo il vescovo sant'Alberto Avogadro ottenne per sé e per i suoi successori l'uso della porpora, normalmente riservata ai cardinali, in alcuni giorni dell'anno, diritto che hanno tuttora gli arcivescovi vercellesi, purché entro i confini della propria sede.
Nel 1220 il cardinale Guala Bicchieri, vercellese, fondò il monastero di sant'Andrea, presso l'omonima chiesa, a spese del re d'Inghilterra Enrico II, come atto di espiazione dell'assassinio del santo vescovo Tommaso di Canterbury.
Negli anni trenta del XIII secolo il vescovo Jacopo fu costretto all'esilio dalla fazione ghibellina e trovò rifugio nel castello di Santhià. Con l'atto del 24 aprile 1243 e il cardinale Gregorio da Montelongo, legato pontificio, aveva ceduto al Comune la giurisdizione su tutti i territori appartenenti alla diocesi di Vercelli, in quel momento vacante, conservando a quest'ultima la giurisdizione minore; la cessione, di considerevole entità, fu impugnata dai vescovi successivi, con alterno successo.
Il diritto di elezione del vescovo era esercitato dal capitolo. Nel 1268 i canonici si trovarono divisi in due fazioni, intervenne allora papa Clemente IV, che elesse Aimone di Challant, che nel 1294 consacrerà la chiesa di Santa Maria di Oropa. Papa Bonifacio VIII avocò alla Sede Apostolica il diritto di elezione del vescovo, ma in deroga a questa disposizione, approvò l'elezione fatta dal capitolo di Raniero Avogadro, che il 23 marzo 1307, armi alla mano, sconfisse l'eretico Dolcino e la sua setta.
Esule, questa volta a Biella, fu anche il vescovo Lombardino della Torre, prima della metà del XIV secolo, avversato dalla fazione scismatica seguace di Ludovico il Bavaro. Nello stesso periodo Vercelli passò sotto il controllo dei Visconti. Nella seconda metà del secolo e agli inizi del successivo Vercelli ebbe molto a soffrire per i contrasti tra i sostenitori di papi diversi. Due vescovi aderirono allo scisma e furono privati dell'incarico.
Papa Urbano VI nel 1384 definitivamente riservò alla Santa Sede il diritto di elezione dei vescovi. L'ultima iniziativa dei canonici per l'elezione del vescovo si ebbe ancora nel 1437, quando papa Eugenio IV impose il vescovo Guglielmo Didier.
Nel 1427 Vercelli divenne dominio di Casa Savoia, posto sul confine orientale dello stato, segnato fino al 1734 dal fiume Sesia.
Il 18 aprile 1474 cedette una porzione del suo territorio a vantaggio dell'erezione della diocesi di Casale Monferrato.
Il 2 gennaio 1566, in attuazione del Concilio di Trento, il cardinale Guido Luca Ferrero istituì il seminario diocesano. Altra conseguenza del Concilio di Trento, seppure indiretta, fu la soppressione dell'antico rito eusebiano, sancita il 30 marzo 1575, che era proprio della diocesi. Infatti, la bolla Quo primum tempore di papa Pio V con la quale si approvava il nuovo Messale romano, aboliva soltanto i riti che non avessero duecento anni di antichità, quindi il rito eusebiano si sarebbe potuto conservare: la sua soppressione però è inquadrata in un ambito di progressiva egemonia del rito romano in tutto l'Occidente.
Il lungo episcopato di Giacomo Goria nel XVII secolo fu particolarmente difficile. Visto con sospetto dal duca Vittorio Amedeo I per una presunta vicinanza agli spagnoli, per aver rifiutato di scambiare la cattedra di Vercelli con un'altra diocesi e per avere imposto scomuniche, passò lunghi periodi fuori dalla diocesi, anche prolungando le visite ad limina. Vide aggravarsi la sua situazione con lo scoppio della guerra franco-spagnola e risiedette per lungo tempo nella parte della diocesi che era nel ducato di Milano, particolarmente a Bolgaro e a Vicolungo. I contrasti giunsero a tal punto che il vicario generale da lui nominato fu estromesso, Vittorio Amedeo I scrisse al capitolo della cattedrale per chiedere l'elezione - illecita secondo il diritto canonico - di un nuovo vicario generale, il capitolo rifiutò protestando di non avere questo diritto, ma un nuovo vicario fu imposto dal nunzio apostolico Fausto Caffarelli. In seguito tutti i parenti del vescovo furono espulsi da Vercelli. La situazione del vescovo migliorò dopo la morte di Vittorio Amedeo I, quando Vercelli fu occupata dagli spagnoli e, poi con l'appoggio della fazione dei "principisti" che si opponevano alla reggenza di Madama Cristina, riuscì a spostare la sua residenza a Salussola e a Biella, dove assistette alla morte della venerabile Francesca Caterina di Savoia. Dopo oltre otto anni di assenza rientrò in Vercelli il 14 dicembre 1640: in quell'occasione il maestro di cappella della cattedrale Marco Antonio Centorio compose In reditu Episcopi ad cives. L'episcopato di monsignor Goria, che nonostante i travagli e gli ostacoli aveva potuto compiere più volte la visita pastorale, fu ricco di iniziative, soprattutto a beneficio del santuario di Oropa, fra cui spicca la prima solenne incoronazione del Simulacro della Vergine nel 1620, dell'istruzione laica e dei seminari e vide anche l'unione dei capitoli della cattedrale e di Santa Maria Maggiore. Proprio a causa dell'occupazione spagnola, la diocesi rimase vacante per dodici anni, fino al 1660.
Con il vescovo Vittorio Agostino Ripa (1679-1691) Vercelli divenne uno dei centri di diffusione del semiquietismo di origine francese. Il vescovo aveva infatti ospitato in diocesi il padre La Combe, barnabita, che fu raggiunto da Jeanne Guyon, e autorizzò la stampa delle loro opere. Intervennero anche nelle visite pastorali e nelle conferenze spirituali destinate al clero. Lo stesso vescovo Ripa fu autore del trattato di preghiera L’orazione del cuore (1686), in cui presenta l'orazione passiva.
Il 1º giugno 1772 cedette un'altra porzione del suo territorio a vantaggio dell'erezione della diocesi di Biella, che fu poi soppressa durante il periodo napoleonico dal 1803 al 1817, ritornando ad essere compresa nella diocesi vercellese.
Nel 1803 Vercelli entrò a far parte della provincia ecclesiastica dell'arcidiocesi di Torino. Nel convulso periodo napoleonico la diocesi fu guidata da Giovanni Battista Canaveri, piuttosto incline ad ossequiare le autorità civili e per questo gradito al ministro dei culti Jean-Étienne-Marie Portalis. Nel 1810 si piegò a fare insegnare a Vercelli gli articoli del Clero gallicano del 1682, che erano già stati condannati dai papi. Dopo la morte del vescovo Canaveri, Napoleone elesse nel 1813 come vescovo di Vercelli il canonico Carlo Giuseppe Tardì, che il capitolo riconobbe come vicario capitolare. L'eletto non fu riconosciuto dal papa e si dimise nel 1814.
Il 17 luglio 1817 è stata elevata al rango di arcidiocesi metropolitana con la bolla Beati Petri di papa Pio VII, ed aveva come suffraganee Alessandria, Biella e Casale Monferrato. Il 26 settembre successivo lo stesso papa ampliò la neonata provincia ecclesiastica di Vercelli con l'aggiunta delle diocesi di Novara e di Vigevano, fino a quel momento suffraganee dell'arcidiocesi di Milano; il decreto fu reso esecutivo il 26 novembre 1817.
Durante il periodo risorgimentale l'arcidiocesi fu a lungo retta da Alessandro d'Angennes, vescovo di tendenza liberale, che tenne un sinodo diocesano nel 1842 e nel 1852 promosse la nascita di una società operaia di ispirazione cattolica.
Il 15 luglio 1923 papa Pio XI diede ai canonici del capitolo metropolitano di Sant'Eusebio il privilegio di essere prelati domestici di Sua Santità.
La diocesi di Vigevano è entrata a far parte della provincia ecclesiastica dell'arcidiocesi di Milano il 17 luglio 1974.
Sono originarie dell'arcidiocesi di Vercelli le Suore di Santa Maria di Loreto, sorte a Saluggia nel 1891, e le Figlie di Sant'Eusebio, istituite nel 1899 per l'assistenza ai disabili.
Papa Giovanni Paolo II visitò Vercelli nel 1998 e vi beatificò don Secondo Pollo, cappellano degli alpini, caduto in Montenegro nel 1941.

## Cronotassi dei vescovi
Si omettono i periodi di sede vacante non superiori ai 2 anni o non storicamente accertati.
- San Sabiniano (?) †
- San Marziale (?) †
- San Teonesto (?) †[9]
- Sant'Eusebio † (prima del 354 - circa 371 deceduto)
- San Limenio † (prima del 374 - dopo il 381)
- Sant'Onorato † (circa 396 - dopo il 397)[10]
- San Discolio † (415 - ?)[11]
- Sant'Albino † (435 - 1º marzo 451 deceduto)[12]
- San Giustiniano † (451 - 468)[13]
- Anonimo †
- San Simplicio o Simpliciano † (470)[14]
- Massimiano †
- Sant'Emiliano I † (501 - 506 deceduto)
- Anonimo †[15]
- Sant'Eusebio II † (520 -?)
- San Costanzo † (530 -?)
- San Flaviano † (541 - ?)[16]
- San Vedasto † (circa 553 - ?)[17]
- Tiberio † (circa 571 - ?)
- Anonimo †[18]
- Berardo † (circa 589)
- San Filosofo † (circa 600 - 9 novembre 618 deceduto)
- San Bonoso † (circa 617 - 626)[19]
- Anonimo †
- San Cirillo † (638 - ?)
- San Damiano † (652 - ?)
- Anonimo †
- Anonimo †[20]
- San Celso † (? - 13 aprile 665 deceduto)
- Teodoro † (prima del 679 - dopo il 680)
- Magnezio † (circa 690)
- Emiliano III † (menzionato nel 707)
- Rodolfo †
- Sigfrido †
- Pellegrino †[21]
- Crisanto † (circa 776)
- Baringo, O.S.B. † (circa 783)
- Giso † (circa 790)
- Cuniberto † (circa 795)
- Sant'Albino II † (circa 800 - circa 826 deceduto)
- Auterico † (827 - ?)
- Nottingo † (menzionato nell'830)[22]
- Luviduardo † (menzionato nell'841)
- Norgaudo † (menzionato nell'844)
- Adalgaudo † (prima dell'864 - 879 deceduto)
- Consperto † (879 - 879 o 880)
- Liutvardo † (prima di giugno 880 - marzo 901)
- Sebastiano † (marzo 901 - ?)
- Regenberto † (circa 904 - dopo 12 marzo 924)
- Atto II † (924 - 957 o 958 deceduto)[23]
- Ingone † (961 - 9 dicembre 974 deceduto)
- San Pietro † (978 - 13 febbraio 997 deceduto)
- Raginfredo ? † (menzionato il 31 dicembre 997)[24]
- Leone † (999 - dopo il 1024)
- Arderico † (prima del 1027 - circa 1044 deceduto)
- Gregorio † (1044 - circa 1077 deceduto)
  - Wennerico † (circa 1077 - 1082 o 1083 deceduto) (scismatico)
- Regennerio o Reinerio † (prima di luglio 1083 - 1089 deceduto)
- Gisolfo † (menzionato nel 1108)
- Gregorio II †
- Sigifredo † (prima del 1110 - dopo il 1117)
- Anselmo † (prima del 1124 - dopo il 1132)
- Azzone † (1135 - 1135 deceduto)[25]
- Gisolfo II † (1135 - dopo il 1148)
- Uguccione † (1150 - 28 novembre 1170 deceduto)
  - Aimone † (menzionato nel 1165) (antivescovo)
- Guala Bondano † (1170 - 1182 dimesso)
- Uberto Crivelli † (1182 - 9 maggio 1185 nominato arcivescovo di Milano, poi eletto papa con il nome di Urbano III)
- Sant'Alberto Avogadro † (1185 - 1205 nominato patriarca latino di Gerusalemme)
- Lotario Rosario † (1205 - aprile 1208 nominato arcivescovo di Pisa)
- Aliprando (Eriprando) Visconti † (1208 - 26 settembre 1213 deceduto)
- Guglielmo † (1213 - 1213 deceduto)
- Ugo di Sessa † (novembre 1213 - 4 novembre 1235 deceduto)
- Jacopo Carnario Vialardi † (1235 ? - 15 febbraio 1241 deceduto)
  - Sede vacante (1241-1244)
- Martino Avogadro di Quaregna † (1244 - luglio 1268 deceduto)
  - Sede vacante (1268-1273)
- Aimone di Challant † (21 dicembre 1273 - 19 giugno 1303 deceduto)
- Raniero Avogadro † (3 agosto 1303 - 19 novembre 1310 deceduto)
- Uberto Avogadro † (circa 1310 - 1328 deceduto)
- Lombardo della Torre † (16 dicembre 1328 - 9 aprile 1343 deceduto)
  - Teodorico † (18 gennaio 1329 - ?) (antivescovo)
- Emanuele Fieschi † (16 giugno 1343 - 1347 deceduto)
- Giovanni Fieschi † (12 gennaio 1349 - 1384 deceduto)
  - Giacomo Cavalli † (1º giugno 1379 - 1412 nominato vescovo di Severino) (antivescovo)
  - Ludovico Fieschi † (1384[26] - 1406 deposto) (amministratore apostolico)
- Matteo Gisalberto † (31 marzo 1406 - 1412 deposto)
- Ibleto Fieschi † (26 agosto 1412 - 1437 deceduto)
- Guglielmo Didier † (17 maggio 1437 - 1452 dimesso)
- Giovanni Giliaco † (2 ottobre 1452 - 26 maggio 1455 deceduto)
- Giorgio Giliaco † (28 maggio 1455 - 1458 deceduto)
- Amedeo Nori † (17 marzo 1459 - 1469 deceduto)
- Urbano Bonivardo, O.S.B. † (14 luglio 1469 - 16 luglio 1499 deceduto)
- Giovanni Stefano Ferrero † (16 luglio 1499 succeduto - 24 gennaio 1502 nominato vescovo di Bologna)
- Giuliano della Rovere † (24 gennaio 1502 - 1º novembre 1503 eletto papa con il nome di papa Giulio II)
  - Giovanni Stefano Ferrero † (1º novembre 1503 - 5 novembre 1509 nominato amministratore apostolico di Ivrea) (per la seconda volta, amministratore apostolico)
- Bonifacio Ferrero † (5 novembre 1509 - 17 settembre 1511 nominato vescovo di Ivrea)
- Agostino Ferrero † (17 settembre 1511 - 1º settembre 1536 deceduto)
  - Bonifacio Ferrero † (1º settembre 1536 - 20 dicembre 1536 dimesso) (per la seconda volta, amministratore apostolico)
- Pier Francesco Ferrero † (20 dicembre 1536 - 2 marzo 1562 dimesso)
- Guido Luca Ferrero † (2 marzo 1562 - 17 ottobre 1572 dimesso)
- Giovanni Francesco Bonomigni (o Bonomo o Bonomi) † (17 ottobre 1572 - 26 febbraio 1587 deceduto)
- Costanzo Torri, O.F.M.Conv. † (6 aprile 1587 - 29 maggio 1589 dimesso)
- Corrado Asinari † (29 maggio 1589 - 1590 deceduto)
- Marcantonio Visia † (13 agosto 1590 - 1599 dimesso)
- Giovanni Stefano Ferrero, O.Cist. † (29 marzo 1599 - 21 settembre 1610 deceduto)
- Giacomo Goria † (17 agosto 1611 - 3 gennaio 1648 deceduto)
  - Sede vacante (1648-1660)
- Gerolamo della Rovere † (5 maggio 1660 - maggio 1662 deceduto)
- Michelangelo Broglia † (30 luglio 1663 - maggio 1679 deceduto)
- Vittorio Agostino Ripa † (27 novembre 1679 - 4 novembre 1691 deceduto)
- Gian Giuseppe Maria Orsini, C.R.L. † (24 marzo 1692 - agosto 1694 deceduto)
  - Sede vacante (1694-1697)
- Giuseppe Antonio Bertodano † (3 giugno 1697 - 4 maggio 1700 deceduto)
  - Sede vacante (1700-1727)
- Gerolamo Francesco Malpasciuto † (30 luglio 1727 - 9 agosto 1728 deceduto)
- Carlo Vincenzo Maria Ferreri Thaon, O.P. † (23 dicembre 1729 - 9 dicembre 1742 deceduto)
- Gian Pietro Solaro † (15 luglio 1743 - gennaio 1768 deceduto)
- Vittorio Maria Baldassare Gaetano Costa d'Arignano † (11 settembre 1769 - 28 settembre 1778 nominato arcivescovo di Torino)
- Carlo Giuseppe Filippa della Martiniana † (12 luglio 1779 - 7 dicembre 1802 deceduto)
  - Sede vacante (1802-1805)
- Giovanni Battista Canaveri, C.O. † (1º febbraio 1805 - 11 gennaio 1811 deceduto)
  - Sede vacante (1811-1817)
- Giuseppe Maria Pietro Grimaldi † (1º ottobre 1817 - 1º gennaio 1830 deceduto)
- Alessandro d'Angennes † (24 febbraio 1832 - 8 maggio 1869 deceduto)
- Celestino Matteo Fissore † (27 ottobre 1871 - 5 aprile 1889 deceduto)
- Carlo Pampirio, O.P. † (24 maggio 1889 - 26 dicembre 1904 deceduto)
- Teodoro Valfrè di Bonzo † (27 marzo 1905 - 13 settembre 1916 nominato nunzio apostolico in Austria[27])
- Giovanni Gamberoni † (22 marzo 1917 - 17 febbraio 1929 deceduto)
- Giacomo Montanelli † (17 febbraio 1929 succeduto - 6 maggio 1944 deceduto)
- Francesco Imberti † (10 ottobre 1945 - 5 settembre 1966 ritirato[28])
- Albino Mensa † (12 ottobre 1966 - 4 giugno 1991 ritirato)
- Tarcisio Bertone, S.D.B. (4 giugno 1991 - 13 giugno 1995 nominato segretario della Congregazione per la dottrina della fede)
- Enrico Masseroni † (10 febbraio 1996 - 27 febbraio 2014 ritirato)
- Marco Arnolfo, dal 27 febbraio 2014

## Santi e beati originari dell'arcidiocesi
- Sant'Ignazio da Santhià, frate cappuccino
- Beato Secondo Pollo, cappellano degli alpini
- Beato Antonio Ballocchi da Vercelli, francescano del XV secolo
- Beato Giovanni da Vercelli, Maestro generale dell'Ordine dei predicatori del XIII secolo

## Statistiche
L'arcidiocesi nel 2022 su una popolazione di 169.000 persone contava 155.000 battezzati, corrispondenti al 91,7% del totale.
| anno | popolazione | popolazione | popolazione | presbiteri | presbiteri | presbiteri | presbiteri                | diaconi | religiosi | religiosi | parrocchie |
| anno | battezzati  | totale      | %           | numero     | secolari   | regolari   | battezzati per presbitero | diaconi | uomini    | donne     | parrocchie |
| ---- | ----------- | ----------- | ----------- | ---------- | ---------- | ---------- | ------------------------- | ------- | --------- | --------- | ---------- |
| 1950 | 198.478     | 198.824     | 99,8        | 397        | 347        | 50         | 499                       |         | 86        | 955       | 139        |
| 1970 | 199.566     | 199.672     | 99,9        | 258        | 223        | 35         | 773                       |         | 68        | 821       | 143        |
| 1980 | 191.100     | 191.650     | 99,7        | 234        | 194        | 40         | 816                       | 1       | 70        | 797       | 147        |
| 1990 | 177.660     | 178.200     | 99,7        | 193        | 162        | 31         | 920                       | 8       | 53        | 582       | 117        |
| 1999 | 177.000     | 178.000     | 99,4        | 148        | 126        | 22         | 1.195                     | 10      | 31        | 485       | 117        |
| 2000 | 174.000     | 175.000     | 99,4        | 139        | 124        | 15         | 1.251                     | 11      | 25        | 477       | 117        |
| 2001 | 179.000     | 180.000     | 99,4        | 152        | 128        | 24         | 1.177                     | 11      | 29        | 470       | 117        |
| 2002 | 179.100     | 180.000     | 99,5        | 142        | 122        | 20         | 1.261                     | 11      | 30        | 472       | 117        |
| 2003 | 179.000     | 180.000     | 99,4        | 139        | 112        | 27         | 1.287                     | 10      | 31        | 358       | 117        |
| 2004 | 179.000     | 181.000     | 98,9        | 139        | 112        | 27         | 1.287                     | 10      | 31        | 351       | 118        |
| 2010 | 178.300     | 183.400     | 97,2        | 126        | 104        | 22         | 1.415                     | 10      | 26        | 284       | 117        |
| 2012 | 174.200     | 179.800     | 96,9        | 103        | 87         | 16         | 1.691                     | 13      | 20        | 282       | 117        |
| 2017 | 161.035     | 174.904     | 92,1        | 89         | 77         | 12         | 1.809                     | 14      | 15        | 194       | 117        |
| 2020 | 157.358     | 170.911     | 92,1        | 74         | 63         | 11         | 2.126                     | 16      | 19        | 174       | 117        |
| 2022 | 155.000     | 169.000     | 91,7        | 80         | 64         | 16         | 1.937                     | 14      | 21        | 160       | 117        |